# Сансери, Даниэль
Даниэль Сансери (порт. Daniel Sancery, родился 27 мая 1994 года в Кампинасе) — бразильский регбист, выступающий на позиции центра. Брат-близнец бразильского регбиста Фелипе Сансери.

## Биография
Родился в бразильском городе Кампинас, отец — француз, мать — бразильянка. В возрасте 5 лет Фелипе и Даниэль переехали во Францию, в регион Тарн, где занялись спортом: Фелипе выбрал регби, а Даниэль начал с футбола (через два года присоединился к брату). Оба являются воспитанниками школы «Гайяка» и даже проходили смотры в клубе «Тулуза», однако вернулись в «Альби».
В сезоне 2014/2015 Даниэль присоединился к составу клуба «Альби», занеся в чемпионате резервных команд 16 попыток, а дебютировал в сезоне Про Д2 2015/2016 матчем 30 октября 2015 года против «Стад Монтуа» на позиции левого винга (поражение 9:27). Даниэль вышел на поле в связи с тем, что винг основного состава Максим Ле Бури отправился к жене, которая готовилась рожать ребёнка. Вместе со своим братом играл за «Альби» в Федераль 1 и Про Д2 вплоть до 2016 года, однако братья разорвали контракт с клубом в связи с необходимостью готовиться к Олимпиаде в Рио-де-Жанейро в составе сборной по регби-7. В интервью в начале 2016 года братья говорили, что намерены перейти в клуб «Сан-Жозе» после Олимпиады.
Из-за травмы Даниэль пропустил дебют своего брата за сборную Бразилии по регби-15, поэтому в основной команде дебютировал 6 февраля 2016 года против сборной Чили в Сантьяго в рамках Чемпионата Америки: он занёс попытку уже на 7-й минуте, а позже в матче отличился и Фелипе, однако бразильцы проиграли чилийцам 22:25. По итогам чемпионата попал в символическую сборную. За сборную Бразилии в Мировой серии по регби-7 сезона 2015/2016 Даниэль провёл 10 матчей и набрал 20 очков.
Вместе со своим братом он попал в окончательную заявку сборной Бразилии на регбийный турнир летних Олимпийских игр 2016 года. Он сыграл пять матчей в рамках олимпийского турнира и набрал 5 очков (матч 9 августа против сборной США, проигранный 12:24), а сборная Бразилии заняла 12-е место.